# Phạm Quang Vinh (đại sứ)
Phạm Quang Vinh (sinh năm 1957) là một nhà ngoại giao cấp cao của Việt Nam, nguyên thứ trưởng Bộ Ngoại giao, phụ trách quan hệ của Việt Nam với các quốc gia Nam Á, Đông Nam Á và Nam Thái Bình Dương từ năm 2011 - 2014, nguyên Đại sứ đặc mệnh toàn quyền của nước Cộng hòa Xã hội Chủ nghĩa Việt Nam tại Hoa Kỳ từ 2014 - 2018.
Ông đã được phong hàm Đại sứ bậc hai - hàm cấp ngoại giao cao nhất của Nhà nước Việt Nam. Ông bắt đầu nhiệm kỳ công tác trên cương vị Đại sứ tại Washington, D.C. từ tháng 11 năm 2014 và đã trình Quốc thư lên Tổng thống Hoa Kỳ Barack Obama vào ngày 23 tháng 2 năm 2015.

## Tiểu sử
Ông Phạm Quang Vinh tốt nghiệp trường Học viện Ngoại giao ở Hà Nội năm 1980 và tốt nghiệp hệ sau đại học trường Đại học Canberra, Australia năm 1985.
Đại sứ Phạm Quang Vinh có nhiều năm công tác tại Vụ Các Tổ chức Quốc tế - Bộ Ngoại giao, nơi ông bắt đầu là chuyên viên từ tháng 9/1980, sau đó được bổ nhiệm làm Trợ lý Vụ trưởng vào năm 1994 và Phó Vụ trưởng vào năm 1995, cương vị mà ông đảm trách đến tháng 12/2013.
Từ tháng 9/2011 đến tháng 7/2014, Đại sứ Phạm Quang Vinh giữ chức Thứ trưởng Bộ Ngoại giao, phụ trách quan hệ của Việt Nam với các quốc gia ở Nam Á, Đông Nam Á và Nam Thái Bình Dương, đồng thời là Trưởng SOM (Senior Officials' Meeting - phái đoàn quan chức cấp cao) ASEAN của Việt Nam.
Từ tháng 9/2008 đến tháng 9/2011, Đại sứ Phạm Quang Vinh giữ chức Trợ lý Bộ trưởng Bộ Ngoại giao, Trưởng SOM ASEAN của Việt Nam.
Từ tháng 1/2007 đến tháng 9/2008, Đại sứ Phạm Quang Vinh giữ chức Phó Vụ trưởng, sau đó là Vụ trưởng, Trưởng SOM ASEAN của Việt Nam.
Đại sứ Phạm Quang Vinh từng công tác hai nhiệm kỳ tại Phái đoàn thường trực Việt Nam tại Liên Hợp Quốc (New York), lần đầu là Tùy viên từ tháng 1/1987 đến tháng 1/1990, và sau đó giữ chức Tham tán Công sứ - Phó Đại diện Thường trực của Phái đoàn từ tháng 7/1996 đến tháng 8/1999. Nhiệm kỳ công tác nước ngoài thứ ba của ông là tại Đại sứ quán Việt Nam ở Bangkok, Thái Lan, nơi ông giữ chức Tham tán Công sứ từ tháng 12/2003 đến tháng 1/2007.
Ngày 24 tháng 12 năm 2018, Thủ tướng Nguyễn Xuân Phúc ký Quyết định số 1807/QĐ-TTg về việc ông Phạm Quang Vinh nghỉ hưu theo chế độ từ ngày 1 tháng 1 năm 2019.
Đại sứ Phạm Quang Vinh có vợ là bà Hoàng Bích Liên và có hai người con.